# Cape Hamelin
Cape Hamelin är en udde i Australien. Den ligger i delstaten Western Australia, omkring 270 kilometer söder om delstatshuvudstaden Perth.
Trakten är glest befolkad. Närmaste större samhälle är Augusta, omkring 13 kilometer sydost om Cape Hamelin. 
Genomsnittlig årsnederbörd är 1 147 millimeter. Den regnigaste månaden är maj, med i genomsnitt 198 mm nederbörd, och den torraste är februari, med 10 mm nederbörd.